# Oak Grove (Missouri)
Oak Grove è un comune degli Stati Uniti d'America, situato nello Stato del Missouri, diviso tra la contea di Jackson e la contea di Lafayette.